# 女性的奥秘
《女性的奥秘》（英語：The Feminine Mystique）一书由美国作家贝蒂·弗里丹所著。

## 书籍介绍
《女性的奥秘》于1963年出版，被普遍视为20世纪最具影响力的书籍之一。本书揭示了当时（20世纪五六十年代）广大美国妇女的生活状态以及普遍存在于她们身上的“无名”的精神问题。作者对这一无名问题的原因，一种当时普遍流行的思想，即所谓“女性的奥秘”进行了深入的分析和批判。她走访了大量妇女和相关人士，通过分析和实例，揭露了“女性的奥秘”的荒唐之处。伊利莎白 詹威在《美国当代文学》中提到，“《女性的奥秘》常常被作为标志女权主义者自我意识新浪潮出现的一份文献。弗里丹的著作之所以重要，在于它是一种社会宣言，而不是由于它的文学性内容，但是它的愤怒和热情引起读者越来越广泛的反响，已经使它成为女权运动的经典著作。”

## 内容介绍
全书共包含15章，分别为：无名的问题、家庭主妇：幸福的女主人公、女性的个性转变期、充满激情的旅程、弗洛伊德的性唯我论、功能的冻结，女性的抗议与玛格丽特米德、以性别为指导方向的教育家、错误的选择、针对性别的销售、增加家务以消磨时光、性的寻求、人性的逐渐消失、失去的自我和女性的新生。书中提到，女性的奥秘在学术上的定义是“女人的最高价值和唯一使命就是她们自身女性特征的完善；女人完美的本性只存在于男人主宰一切、女人在性方面温顺服从和对孩子施加母爱之中。追求事业的成就和接受高等教育会导致女子的男性化，会对丈夫、家庭、孩子都产生极其危险的后果。”这种定义虽然看似深奥神秘，其本质上只是要求每一位女性放弃接受高等教育的权利，放弃自己的职业，而成为一名职业家庭主妇。
本书在前三个章节论述了当时（20世纪50年代）美国广大妇女的生活状态和普遍存在的心理问题。她发现的问题是，大量家庭主妇尽管物质充裕，家庭幸福，却感到压抑、无聊、孤独、找不到自我；她们求助于心理医生，却无法确切地描述自己的问题，即使当时的专家也无法准确地找到问题之所在，故称之为“无名的问题”。在《充满激情的旅程》一章中，作者回顾了女权运动的发展历史，热情歌颂了女权运动的领袖人物为争取妇女权益进行的艰苦的斗争。
在《弗洛伊德的性唯我论》等章节中，作者分析了“女性的奥秘”的理论基础——弗洛伊德的性唯我论：弗洛伊德将所有的精神病都归因于性压抑；将妇女出现的问题都归结于先天的、不可改变的生理结构所导致的“阳具羡慕癖”。作者认为弗洛伊德理论存在局限性，她指出“现在看来，弗洛伊德看来属于生物学的、本能的、一成不变的东西常常是某种文化的反应。许多被弗洛伊德看做是普遍人性特征的东西只不过是19世纪末欧洲中产阶级的某些男人和女人的特征。”作者认为，弗洛伊德对于人自我的发展没有给予应有的注意，而人对成长发展的要求才是人的基本要求，性只是人的潜力的一个方面。更为糟糕的是，当代人还将弗洛伊德关于女性的理论进行歪曲，按照字面意义用到当今妇女身上，例如，将女权主义等同于“阳具羡慕”。于是，本身具有局限性的弗洛伊德理论经过进一步歪曲之后，为旧的对女性的偏见的提供了伪装，成为其面具，使其成为新的、神秘的、所谓的“女性的奥秘”。这样，现代妇女对“新的奥秘”比对旧的偏见还更难提出质疑，新的奥秘经过“伪装”后成为鲜有人涉足的高深领域，更无法有人提出质疑。作者认为，弗洛伊德理论已经成为当时美国妇女探求真理的障碍，成了“无名问题”的主要原因。
在《错误的选择》一章中，作者指出了“女性的奥秘”得到普遍认可的历史背景——二战。战争以及大萧条之后，人们都变得脆弱、思乡、孤独和不安，对婚姻、家庭和孩子有一种不可抑制的欲望，人们为了抵御令人惊恐的不确定感和变化着的冷漠的世界，都在寻求家庭和孩子的舒适现实。同时，战后美国军人回来参加工作，很多旧的女性歧视在各种职业中复活，使得女孩子难以保住工作或在工作上取得进展，这使得许多妇女匆忙去寻求婚姻和家庭的保护。另外，二战揭示了美国男子存在心理问题，他们不成熟、不健康、不适应，而此时正逢美国妇女们，也就是新一代美国男子的母亲，开始利用她们解放的权利在社会中发挥作用之时。于是，舆论开始大肆渲染这两者之间的因果关系。作者指出，这种因果关系是不符合逻辑的，就像“狗因为吃了汉堡变成了狗，人因为吃了汉堡变成了人”一样，并列举了大量事实来反驳这种因果关系。
在《针对性别的销售》一章中，作者指出了“女性的奥秘”得到推广的一个根本动力——商业。很多精明的商人意识到，家庭主妇是国家的主要消费者，因为她们需要用买东西来着证明自己存在的价值和意义。于是，商人们用各种方法试图使尽可能多的妇女成为家庭主妇，以购买更多的东西，而“女性的奥秘”则成为被他们利用的有效工具。
在《以性别为指导方向的教育家》等章节中，作者指出了“女性的奥秘”得到推广的主要途径——教育和媒体。在大学和中学，出现了以性别为导向的教育家，他们给女孩子们提供只适合家庭主妇的虚饰的文科课程大杂烩，如“公共营养学”等；一所著名的女子学院甚至提出这样的口号：“我们不把妇女教育成学者，我们把她们教育成妻子和母亲”。无数大量发行的面向妇女的杂志完全不刊载有关时事、科学、政治等方面的内容，而只刊载专门为家庭主妇而写的文章，充斥的都是饮食、穿着、化妆品、家具，推广的都是年轻、浅薄、温顺、傻乎乎的妇女形象。
在《增加家务以消磨时光》《性的寻求》、《人性逐渐消失》、《失去的自我》等章节中，作者指出了“女性的奥秘”的普及带来的严重结果，主要包括以下几点：1. 受教育程度：女性的大学生入学比例逐年下降；女子大学的课堂上女孩子们都在织毛衣，对作业、课程讨论等敷衍了事；她们关注的话题总原先的历史、哲学、科学变为约会、结婚；越来越多的女性从大学中退学；2.增加家务以消磨时光——对美国妇女能力和才智的浪费：调查表明了一些奇怪的现象，尽管拥有更多地工具，现代美国家庭主妇比她们母亲那一代人在清洗、晾干和熨平衣服上花了更多地时间；那些从事着工作的事业型妇女总是能比专业家庭主妇完成更多的家务，事业型妇女能在工作之余打理家务照料孩子，而家庭主妇则忙碌一整天也做不完家务并需要丈夫下班后的帮忙；虽有各种各样的家用器具，郊区和城镇的家庭主妇花在家务劳动上的时间还是比繁忙的农妇花得多。3. 妇女性欲“贪婪、耸人听闻、无节制”的加剧,使得性成为一种、奇特、寡味、全国性的充斥物。色情小说日益露骨也更加低俗；妇女杂志中的快感刺激已成病态；好莱坞小明星的胸部越露越开......这是因为妇女把证实自己的一切都放在自身的性功能上，性对她来说是使自己感到存在的必然之物。4.男女关系的恶化：妻子对性无节制的要求，妻子将丈夫以及孩子作为自己地位的象征等等，都使得男子对其妻子产生厌恶和反感。美国的几乎每一起离婚诉讼中，即使女方执意和解，男方都希望分手。也就是说，男性对女人的仇恨——对于性的必然仇恨，在女性奥秘时代都大大加深了。5.男同性恋的增加。家庭妇女在生活中没有目标，于是在精神上依赖自己的儿子，通过儿子实现自己的生活目标。她的相依性使自己的儿子难以成熟而去爱上一个女人，以及像一个成人那样自己去应付生活，最终产生畸形的依赖心理。6.美国新一代青少年的病态——消极、柔弱和厌倦。
作者在全书的最后一章《女性的新生》中，给所有美国女性提供了一条走出困境、寻求新生的路：首先，她们必须对女性的奥秘断然予以否决，以保持任何专业职业所需要的纪律和力量。另外，她们应该寻求一种职业。作者强调，这种职业应该是一种可以满足自身发展的需求、使自己发展成为社会的一个部分的职业，而不是无休止、不需要脑力和才智的社区活动。

## 社会反响
《女性的奥秘》于1963年出版，被普遍视为20世纪最具影响力的书籍之一。然而此书首版仅为3000册，此后销量却节节攀升，被翻译成多种文字，截至2000年已在全球售出300万册。纽约大学曾于1999年将此书列为20世纪最佳新闻调查类书籍的第37位。美国《书》杂志在2003年7/8月刊将《女性的奥秘》列为“改变美国的20本书”的第17位。
《女性的奥秘》一书使得贝蒂·弗里丹闻名世界，同时也使她成为20世纪60年代晚期女性解放运动的主要缔造者之一。该书吹响了向传统性别角色分工挑战的号角，并引发了第二次妇女运动浪潮。它通过对美国的教育界、学术界、商界中的性别歧视问题做出深刻解读和批判，启发了美国妇女对于男权社会意识的怀疑和质疑，挑战了当时美国社会的性别文化；它打破了社会把女性囿于“幸福家庭主妇”的神话，对安于现状、苦于困境的美国妇女发出了出自内心的呼喊，促使了新一代美国妇女的觉醒；极大地推动了六七十年代美国妇女解放运动的发展。正如《纽约时报》所点评，该书“点燃了当代女权运动，并因此永久改写了美国等国家的社会结构”
《女性的奥秘》一经出版，就得到了无数读者的热烈好评，贝蒂·弗里丹借着这股热潮，于1966年创立了全国妇女组织（The National Organization for Women, NOW)，担任其主席直到1970年。并于1970年8月26日作为领导在美国纽约发动了女性平等罢工（the Women's Strike for Equality）。

## 批评
历史学家Daniel Horowitz指出，尽管弗里丹以典型郊区家庭主妇的身份示人，她却在青年时期参加激进的政治运动以及劳动新闻工作，并且在她写作《女性的奥秘》期间，她仍在位女性杂志充当自由撰稿人以及社区组织者。
另外贝蒂·弗里丹在书中声称她为了与David Bohm的爱情而从加州大学伯克利分校心理系退学的，这段描述虽然不是谎言，但也并不完全是事实。Hennessee指出弗里丹在伯克利期间有过不少男朋友，并且她与Bohm的关系只维持了很短的时间就结束了，与她从伯克利退学并无关系。Horowitz提出弗里丹不断变得激进的政治观点也许与她的退学有关。弗里丹与1942-1943年在伯克利学习，这期间美国被卷入了第二次世界大战，欧洲在极权主义和民主之间的巨大斗争使得伯克利田园般的生活相比之下变得无趣。同时心理学越发变成专门化的科学学科也让弗里丹失去了学习的兴趣。
还有一部分人认为贝蒂·弗里丹只关注到了美国的中产阶级白人妇女，却忽略了经济来源并不稳定的妇女以及其他种族的妇女。贝蒂·弗里丹对于同性恋的反对态度也遭人诟病。

## 深远的影响

### 美国现代女权文学的滥觞
《女性的奥秘》引发了现代女权主义著作的兴起，美国现代女权主义著作可以分为三类，或者说是三代。
第一类著作试图向人们阐释：那些被普遍接受和认可的女性所扮演的角色恰恰限制了女性的自由和机会。最具代表性的著作是贝蒂弗里丹的《女性的奥秘》。该书挑战了长期以来的观点，即女性实现价值的途径仅仅在于她作为一名妻子和母亲。弗里丹所谓的“女性的奥秘”指的正是这种传统的对女性角色的观点。
第二类女权著作更多的关注女性在社会的直接行为，例如对男权制度的抗议以及成立相关的维权组织机构以维护女性在社会生活和政治生活中的利益。其中最具影响力的著作是凯特·米里特《性政治》。
第三类也是最近的女权著作不再集中于对社会的批评，而是更关注女性文化的建设，例如文学、政治、艺术。这一运动被称为文化女性主义。文化的女权主义强调对性属平等，以及对人的关怀，而且这种关怀是独特的和对每个个体的个性的；认为，通过自然（生态），或者通过教育（社会化），或者通过某种自然与教育的合并，男性和女性已经形成了不同的价值体系。按照这种观点，女性更注重创造和保持同他人的热烈的、亲密的和关怀的关系，而男性则对肯定他们个人、控制他们自己的和他人的命运更感兴趣。因此，文化的女权主义者反对把她们所理解的看作是对政治权力、团体地位和医疗专门技术的一种男性的追求。文化的女权主义有一种“成熟的视野”希望把在更进步的每个个人的利益基础上的竞争的组织关系，转变成基于达到一个共同目标之上的合作的组织关系。

### 美国家庭的变化
男人和女人也开始在家庭中扮演新的性别角色，而这些角色模糊了传统的男女差异。男人开始更关注对儿童的养育，这意味着他们开始承担之前女性的角色。同时，女性也开始从家庭走向社会，在男性占主导的岗位上有一席之地。更重要的是，女性们承担工作并不是仅仅是为了养家糊口，而是为了寻求自己的事业。
另一个重要的变化在于美国离婚率的上升。自1960年起，整个二十世纪的六十到八十年代，美国的家庭离婚率由0.2%上升到0.6%。这与女权运动不无关系。女权运动鼓励女性走出家庭走向社会并寻求独立，这样的思想与六十年代前的那种女性的职责在于母亲和妻子的观念大为不同。而离婚率的上升正是这种思想观念的体现。

### 诸多成果
在二十世纪七十年代早期，女权运动获得很多成果。1972年，国会通过了《平等权利修正案》(Equal Rights Amendment)，为性别平等建立了法律基础。但是，该法案没能称为宪法的一部分。另一项成果是1973年，高等法院宣布堕胎合法。同时，女性在教育和就业方面也获得平等的权利。1972年国会通过《高等教育法第九法案》，禁止在教育中出现任何对性别的歧视。另外，军校以及大学也开始陆续招收女性学生。
在就业方面，联邦及州法院否决了《劳动法》中有碍于女性就业的条款，例如禁止妇女夜间工作等。法院支持女性雇员对雇佣和升迁政策中出现的性别歧视进行法律起诉。妇女们也进入更多的工作领域。例如蓝领工作，也有在银行、金融、商务和政府部门工作的。在律师、医生、工程师领域，女性的比例也有所提高。
二十世纪六十年代的女权运动留下了很多制度性的遗产，例如施压团体、专业组织以及大学中的女性研究项目。